# La mano que escribe
La mano que escribe es un instrumento mecánico creado por Friederich von Knauss en 1764.

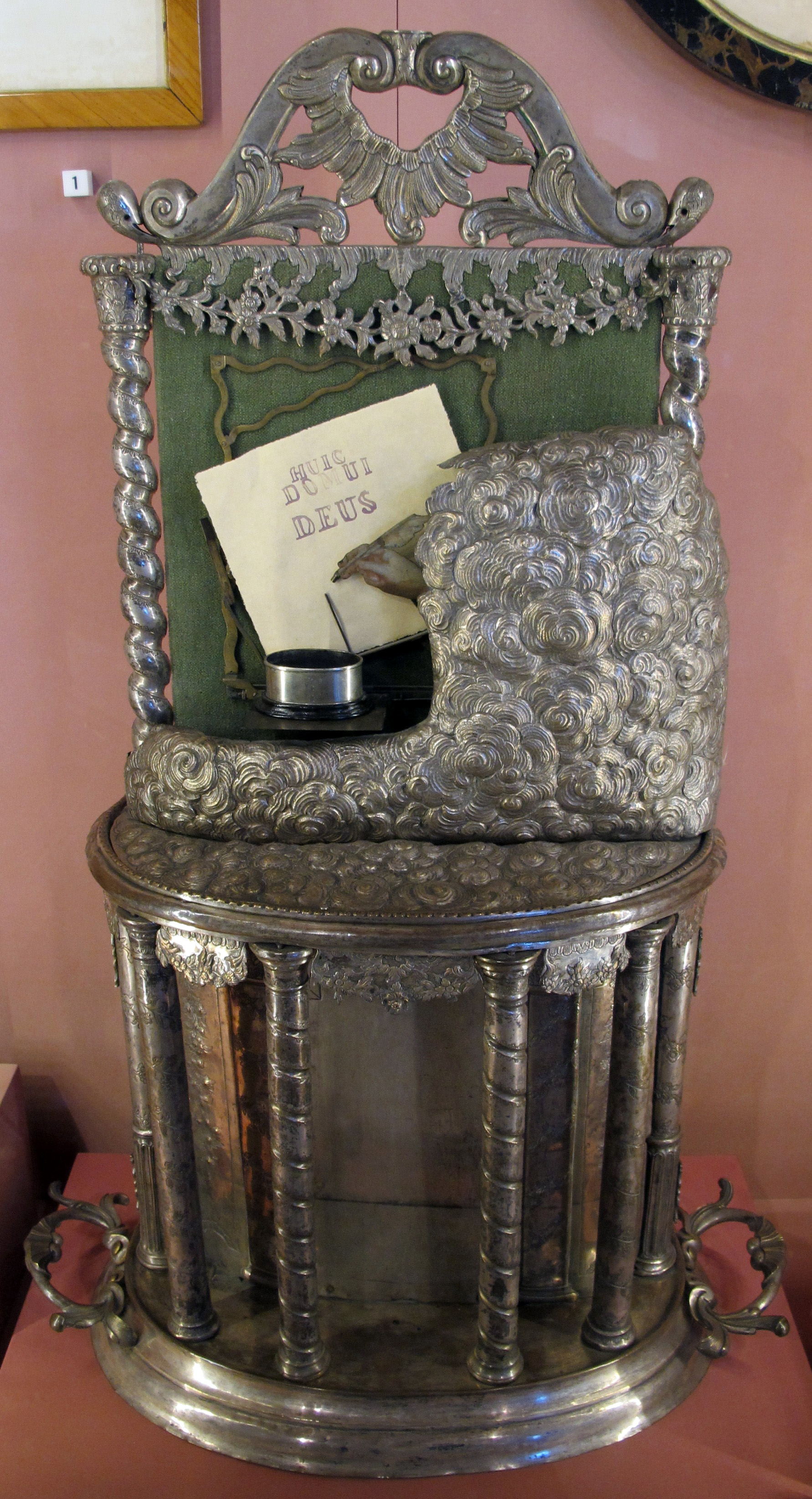
La mano que escribe en el Museo Galileo de Florencia.

Este es un mecanismo horológico impresivo, consistente en una mano en movimiento, integrada por una pluma en la que el cálamo escribe sobre cartulina con la frase "Huic Domui Deus / Nec metas rerum / Nec tempora ponat" [A esta casa no ponga Dios fin, ni en la tierra, ni el cielo]. Sobre la cobertura de plata del mecanismo puede leerse "Pro patria", asociada a la dedicatoria del artífice a la casa de Lorena, reyes de Toscana en aquella época.
El objeto se encuentra exhibido en la Sala X del Museo Galileo de Florencia (inv.3195). Tal objeto está realizado de cobre recubierto de plata, con unas medidas de 6,8 cm x 1 cm.